# Annette Zurbrüggen
Annette Zurbrüggen (geboren 1968) ist eine deutsche Juristin und Richterin. Seit 2020 ist sie Richterin am Niedersächsischen Staatsgerichtshof.

## Beruflicher Werdegang
Ab Juli 1999 war Annette Zurbrüggen Richterin am Sozialgericht Aurich. 2006 ging sie an das Landessozialgericht Niedersachsen-Bremen, 2008 war sie dort auch Pressesprecherin.
Später wechselte sie an das Sozialgericht Osnabrück und wurde im November 2012 dessen Direktorin. Damit gelangte erstmals eine Frau an die Spitze des Sozialgerichts Osnabrück.
Am 25. Februar 2019 wurde sie zudem vom Niedersächsischen Landtag für die Amtszeit vom 1. April 2020 bis zum 31. März 2027 zum stellvertretenden Mitglied an den Niedersächsischen Staatsgerichtshof gewählt.

## Privatleben
Die Juristin lebt in Osnabrück.